# Lauren Bacallová
Lauren Bacallová (nepřechýleně Lauren Bacall, rodným jménem Betty Joan Perske; 16. září 1924 Bronx – 12. srpna 2014 Manhattan), byla americká filmová, divadelní i televizní herečka.
Zvláště významné byly její role v noirových filmech s Humphreym Bogartem, jehož manželkou byla od roku 1945 do jeho smrti v roce 1957. Mezi další slavné herce a herečky, s kterými hrála patří např. John Wayne, Gary Cooper, Marilyn Monroe, Gregory Peck, Tony Curtis nebo Kirk Douglas. Za výkon ve filmu Dvě tváře lásky z roku 1996 získala nominaci na Zlatý glóbus i na Oscara. Dvakrát získala cenu Tony za výkony v muzikálech na Broadway: v roce 1970 za Applause a v roce 1981 za Woman of the Year. V roce 2009 jí americká Akademie filmového umění a věd udělila čestného Oscara.
Jejím druhým manželem byl v letech 1961–1969 herec Jason Robards. Byla sestřenicí Šimona Perese, izraelského prezidenta a premiéra.

## Život

### Mládí
Lauren Bacallová se narodila jako Betty Joan Perske 16. září 1924 ve čtvrti Bronx v New Yorku, jako jediné dítě Natalie, rozené Weinsteinové (1901–1969), která si později změnila příjmení na Bacallovou, a Williama Perskeho (1889–1982), který pracoval jako prodavač. Oba její rodiče byli Židé. Její matka emigrovala z Jasy v Rumunsku, přes Ellis Island a její otec se narodil v New Jersey, rodičům pocházejícím z Valožyn, z převážně židovské komunity na území dnešního Běloruska.
Když jí bylo pět let, její rodiče se rozvedli a s otcem se přestala vídat. Po své matce také přijala příjmení Bacallová. Její matka se později znovu provdala (za Lee Goldberga), ale to již byla její dcera filmovou hvězdou a žila v Kalifornii.
Rodina se brzy po jejím narození přestěhovala do brooklynského Ocean Parkway, kde navštěvovala soukromou dívčí internátní školu Highland Park v Tarrytownu a později také školu Julia Richmann High School na Manhattanu.

### Začátky kariéry a modeling
V roce 1941 chodila i na lekce herectví na Americké akademii dramatických umění a jejím spolužákem byl mimo jiné i později slavný herec Kirk Douglas. V té době také pracovala jako uvaděčka v divadle St. James Theatre i jako modelka. O rok později, v 17 letech debutovala ve hře Johnny 2 X 4 a téhož roku byla také korunována jako Miss Greenwich Village.
Více než herectví se však stále věnovala modelingu a jako teenage modelka se objevila na obálce měsíčníku Harper's Bazaar i v dalších časopisech jako například Vogue. Pro Harper's Bazaar ji jako osmnáctiletou objevil Nicolas de Gunzburg a právě těmito fotografiemi v mnoha časopisech na sebe poprvé upozornila.
Obálka Harper's Bazaaru nakonec zaujala i módní ikonu a manželku Hollywoodského producenta Howarda Hawkse, Slim Keith, která na manžela začala naléhat, aby Betty pozval na kamerové zkoušky pro jeho připravovaný film Mít a nemít. Hawks proto požádal svou sekretářku, aby o Betty zjistila něco víc, avšak sekretářka jí omylem poslala lístek, aby přišla rovnou na konkurz.

### Hollywood

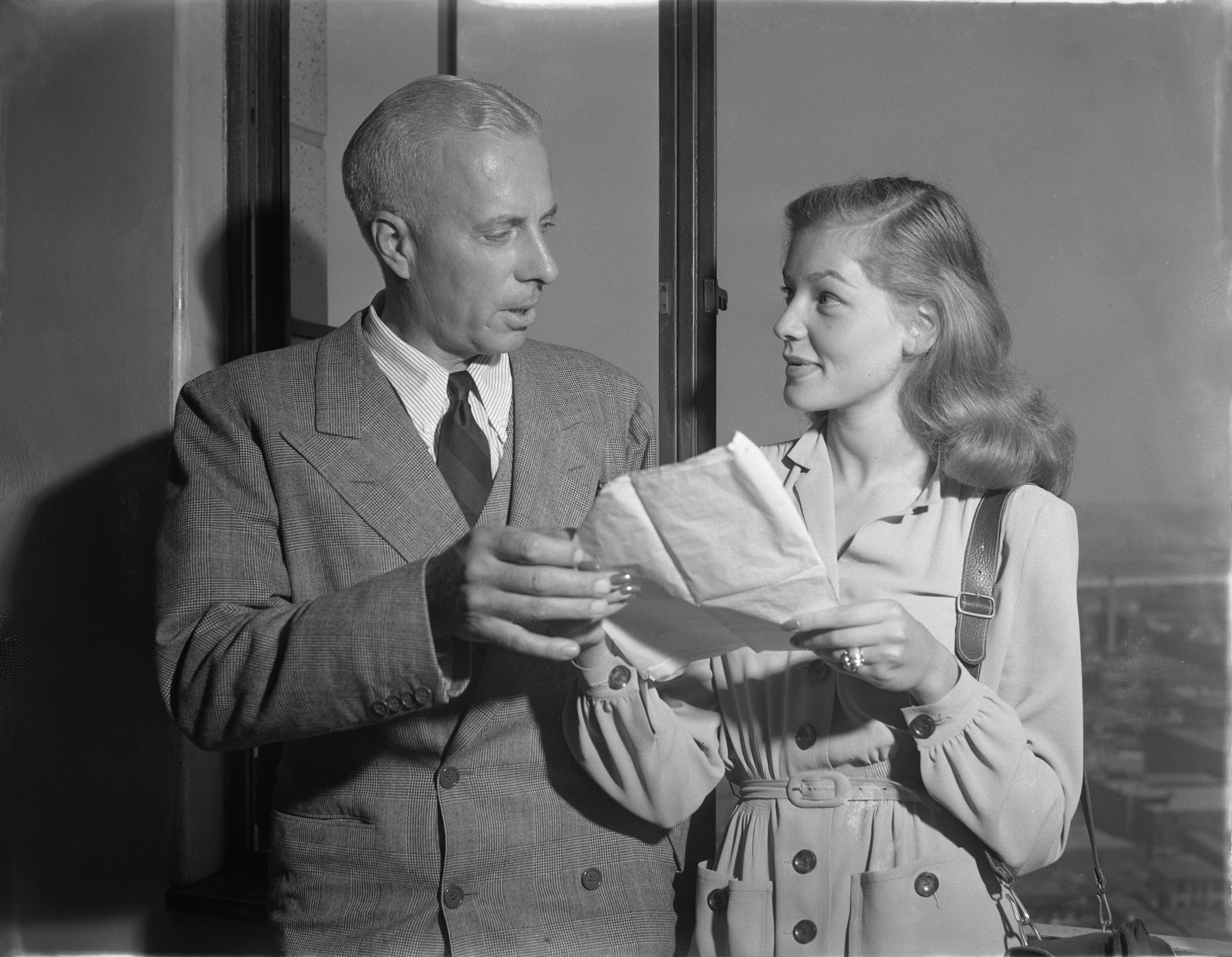
Bacall a Howard Hawks (1943)

Jakmile se Hawks s Betty setkal, uzavřel s ní sedmiletou smlouvu s honorářem 100 dolarů týdně a začal osobně řídit její kariéru. Také jí změnil jméno na Lauren, které si doplnila matčiným příjmením za svobodna. I Hawksova manželka Slim si ji oblíbila a začala ji stylově oblékat i seznamovat s etiketou. Na přání Hawkse se také učila mluvit pod dozorem hlasového kouče, který dostal za úkol naučit Lauren mluvit hlubším hlasem. Jako součást tréninku musela každý den také křičet Shakespearovy verše. Mimo to jí také pomáhala vyniknout její neobvyklá výška (174 cm).
Během svých prvních kamerových zkoušek pro film Mít a nemít (1944), byla Lauren velmi nervózní a aby co nejvíce zneviditelnila svou trému, přitiskla bradu blíže k hrudi, postavila se před kameru a zadívala se nahoru. Tento způsob se stal známý jako „Ten pohled (~ The Look)“, což se společně s jejím hlasem stalo jedním z jejích charakteristických znaků. Její filmová postava dostala jméno „Slim” podle přezdívky Hawksovy manželky a jejímu filmovému partnerovi Humphrey Bogard byla pro změnu udělena přezdívka Howarda Hawkse; „Steve”. Podle Lauren, to mezi ní Bogartem začalo ihned jiskřit, avšak Bogart byl v té době ženatý s herečkou Mayo Methotovou. Přesto se však mezi ním a Lauren během několika týdnů vyvinul romantický vztah.
Lauren byla také natolik skvělá herečka, že její vedlejší role byla v průběhu natáčení několikrát přepsána až z ní nakonec vyšla role hlavní. Brzy po premiéře byla rychle katapultována až mezi největší hvězdy stříbrného plátna a její výkony v debutovém filmu se staly základním kamenem její image, která v populární kultuře zanechala silný účinek a dokonce ovlivnila módu i spoustu dalších filmových herců.

Nová filmová hvězda studia Warner Bros., které ji i film velmi propagovalo, navštívila dokonce washingtonský National Press Club, kde se schází národní elita včetně prezidentů s novináři. Zde ji také tiskový agent a šéf propagace studia Warner Bros. požádal, aby si sedla na piano, a vyfotil ji s tehdejším viceprezidentem Harry S. Trumanem.

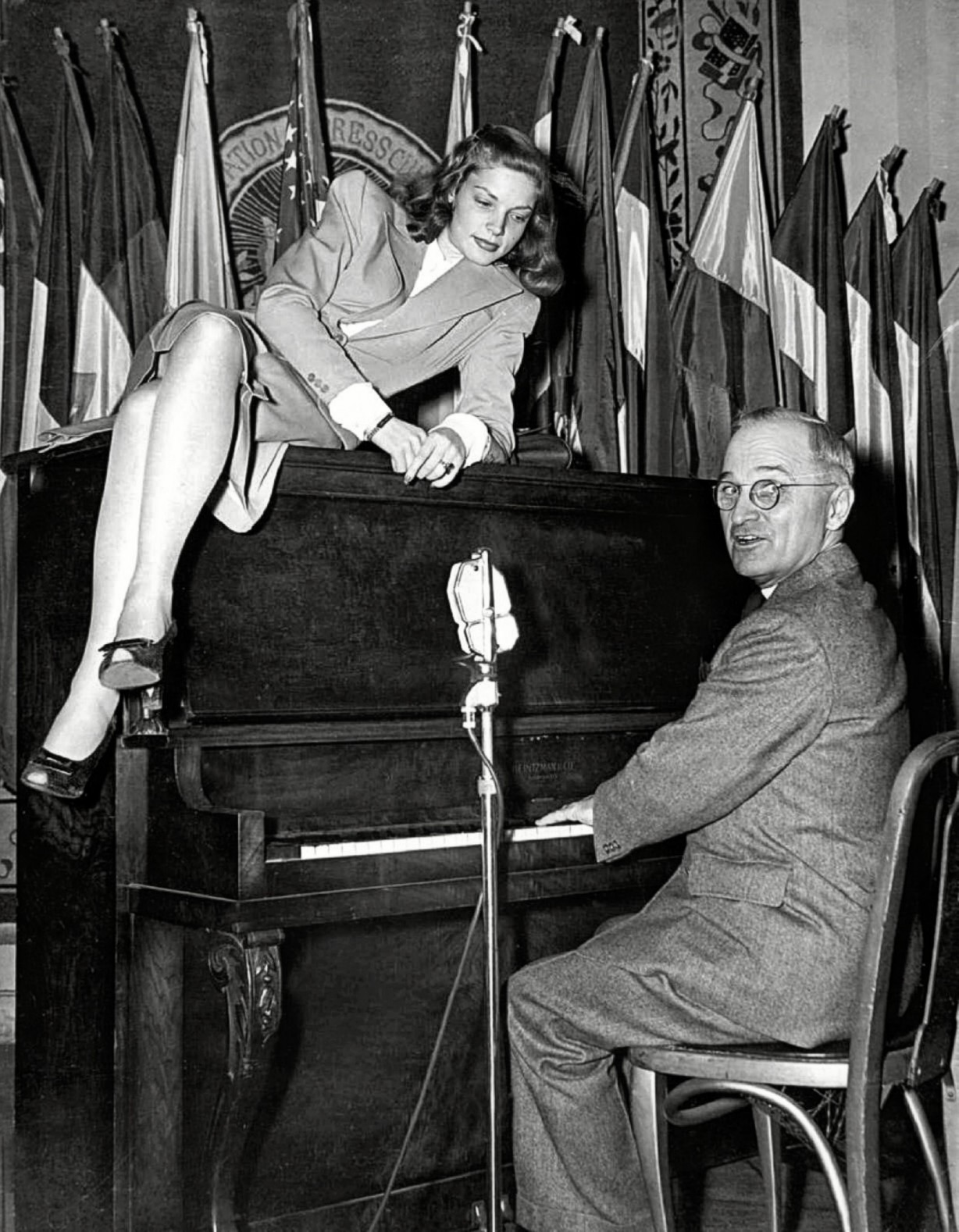
Dvacetiletá Lauren sedí na pianu, na které hraje viceprezident Harry S. Truman v kantýně National Press Club ve Washingtonu (únor 1945)

Po úspěšném snímku Mít a nemít hrála spolu s Charlesem Boyerem ve filmu Confidential Agent (1945), který si však u kritiků příliš nevedl a Lauren se začala strachovat, aby hodnocení neublížilo její kariéře. Svým dalším snímkem Hluboký spánek (1946), kde ztvárnila roli mysteriózní Vivian Ruthledgeové svou kariéru opět upevnila. Tento film jí definitivně uložil status ikony filmového žánru film-noir, se kterým byla často spojována až do konce kariéry brzy na to začala být hojně obsazována jako femme fatale.
Po boku svého manžela Bogarta se i nadále objevila ve krimi dramatu Temná pasáž (1947), následovaném melodramatem Key Largo (1948). Novinář a spisovatel Bosley Crowther její výkony v deníku The New York Times popisoval jako:
„Madam Bacallová... vytváří poměrně velké napětí svým ostrým pohledem, který jasně naznačuje, že ví co chce.”

### 50. léta
Počátkem 50. let už si mohla Lauren scénáře i vybírat, avšak tím že jich spoustu také odmítla, si vybudovala reputaci obtížně spolupracující herečky. I přesto však svůj hvězdný status upevnila v řadě filmů, ve kterých se většinou objevovala jako vůdčí žena, a i nadále získávala vlídné recenze. V roce 1950 se objevila ve filmu Bright Leaf s Garym Cooperem, který následoval životopisný muzikál Mladík s trumpetou, kde se blýskla po boku Kirka Douglase.

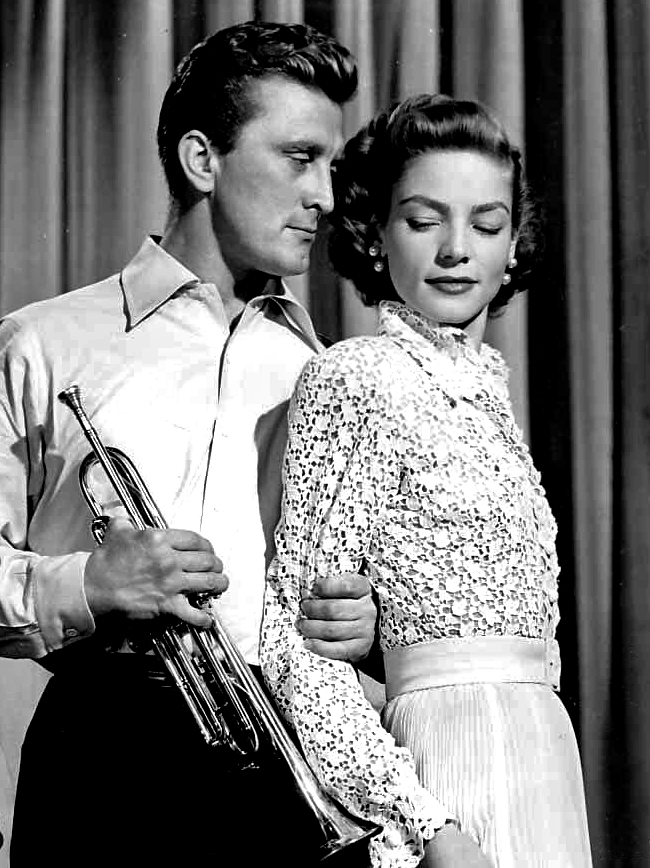
Bacall po boku Kirka Douglase ve filmu Mladík s trumpetou (1950)

Během let 1951 až 1952 společně s Bogartem také vystupovala v akčním dobrodružném rádiovém seriálu Bold Venture.

Následujícího roku se však objevila i v hlavní roli v technicolorové romantické komedii Jak si vzít milionáře (1953), která se stala obrovským kritickým i kasovním hitem. Ve filmu Jeana Negulesca ztvárnila roli inteligentní a vtipné zlatokopky Schatze Pageová, která se spolu se dvěma kamarádkami (nastupující hvězda Marilyn Monroe a končící Betty Grableová) snaží provdat za, co nejbohatšího muže. Po tomto hitu byla požádána, aby otiskla své ruce a nohy u Grauman’s Chinese Theatre. Nabídku však s podporou svého manžela odmítla a své odmítnutí komentovala:

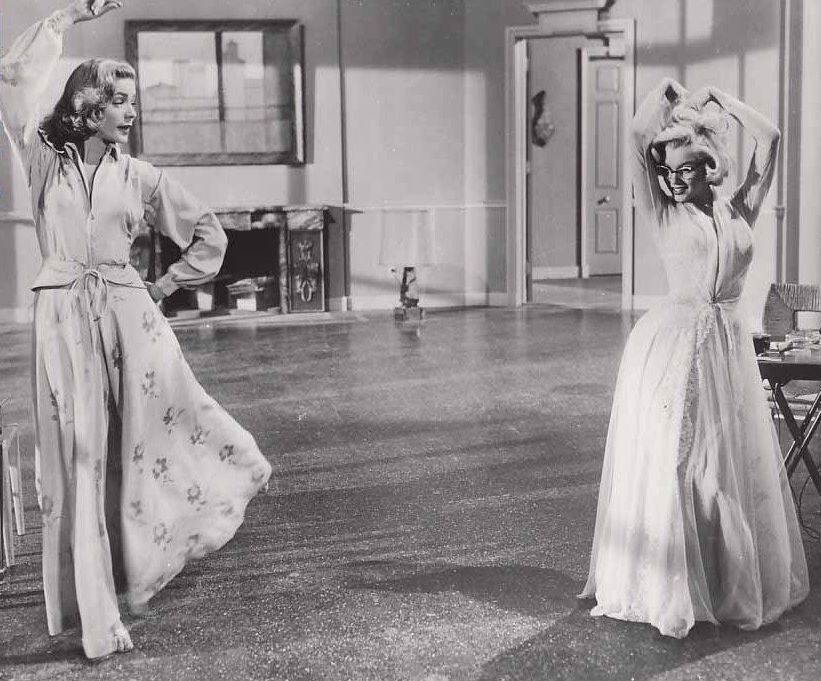
Lauren Bacall a Marilyn Monroe ve filmu Jak si vzít milionáře (1953)

„Dnes už je tam prezentován každý, kdo se třeba jen objevil ve filmových titulcích. Standarty klesly. Chci mít pocit, že jsem si zasloužila svůj status tím nejlepším co může jen filmový byznys nabídnout.”
Po těchto úspěších se u studia 20th Century Fox objevila v další Negulescově cinemaskopické komedii Woman's World (1954), která však  tak úspěšná nebyla.
V roce 1955 se Bacall objevila ve dvou celovečerních filmech; The Cobweb a Krvavá cesta. Dramatický snímek The Cobweb, který režíroval Vincente Minnelli se odehrává v ústavu pro choromyslné, kde Laurenina postava pracuje jako terapeutka. Ve filmu se také objevila podruhé po boku Charlesem Boyerem.
Její další snímek Psané ve větru (1956), režírovaný Douglasem Sirkem, považuje mnoho filmových znalců za mezník na poli melodramatu. Lauren zde hraje kariéristku jejíž život nečekaně převrátí vzhůru nohama rodina naftových magnátů. Místo slavení úspěchu však mezitím zápasila s těžkostmi, které přinesla Bogartova rakovina jícnu.
Dále se objevila  po boku Gregoryho Pecka v další dobře hodnocené muzikálové komedii Módní návrhářka (1957), která měla premiéru 16. května 1957, čtyři měsíce po Bogartově smrti. Koncem dekády se Lauren objevila ještě v dalších dvou filmech: v melodramatu The Gift of Love (1958) režírovaném Jeanem Negulescaem a v britském dobrodružném filmu Severozápadní hranice (1959), který se stal kasovním hitem.

### 60. a 70. léta

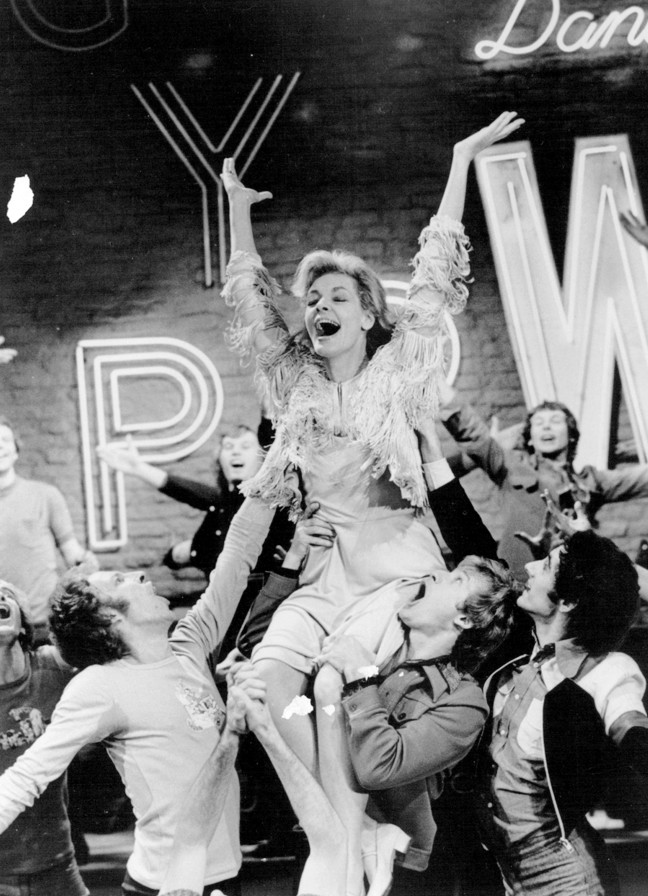
Lauren Bacall v muzikálu Applause (1973)

V 60. letech se objevila jen ve třech filmech a místo toho se začala soustředit na svou divadelní kariéru. V roce 1959 se poprvé objevila na Broadwayi ve hře Goodbye, Charlie na Broadway a po dalších hrách jako Flower (1965), Applause (1970) a Woman of the Year (1981) se vydala vstříc úspěšné divadelní kariéře. Za svůj výkon v Applause a Woman of the Year získala dokonce cenu Tonny. Applause byla hudební verze filmu Vše o Evě, ve kterém hrála její kamarádka Bette Davisová roli divadelní divy Margo Channingové. Po letech ji Bette navštívila v zákulisí, a pogratulovala jí za její skvělé výkony: „Jsi jediná, kdo tu roli mohl zahrát”.
Během 60. let se tedy objevila jen v dramatu Shock Treatment  (1964); ve hvězdně obsazené romantické komedii Sex and the Single Girl (1964) s Henry Fondou, Tony Curtisem a Natalie Wood a v misteriózním krimi thrilleru Harper (1966) s Paulem Newmanem. V roce 1964 se objevila také ve dvou epizodách televizního seriálu Mr. Boadway s Craigem Stevensem.
V roce 1974 se objevila v dalším mysteriózním dramatu Vražda v Orient expresu a o dva roky později si zahrála již podruhé po boku Johna Wayna ve filmu Střelec.

### Pozdější kariéra

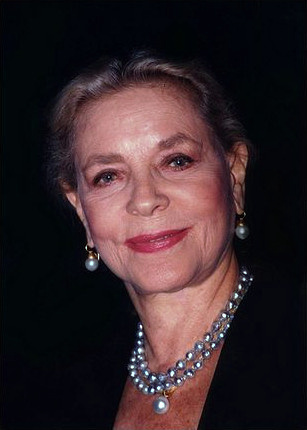
Lauren Bacall v roce 1998

V roce 1981 se objevila ve hororovém dramatu Ctitel, který získal rozporuplné recenze, ale její výkony byly vesměs chváleny. Magazín Variety uvedl, že Lauren a režisér Ed Bianchi donutili publikum obávat se co stane s její postavou. Dále se objevila ve filmu Michaela Winnera Schůzka se smrtí (1988) a také si zahrála v malé roli ve filmu Misery nechce zemřít (1990).
Za svou roli ve filmu Dvě tváře lásky (1996) byla dokonce nominována na Oscara v kategorii nejlepší herečka ve vedlejší roli, což byla její první nominace po více než 50 letech. Očekávalo že cenu vyhraje, ale sošku nakonec získala francouzská herečka Juliette Binoche za roli ve filmu Anglický pacient.
O rok později získala ocenění Kennedy Center Honors a v roce 1999 byla Americkým filmovým institutem zařazena mezi 25 nejvýznamnějších ženských filmových hvězd v historii. Krátce na to zažila její filmová kariéra obrození a Lauren začala svými výkony opět přitahovat pozornost. Blýskla se například ve vysokorozpočtových snímcích jako Dogville (2003) a Zrození (2004), v obou po boku Nicole Kidman a také namluvila postavu Čarodějnice z pustin v japonském animovaném filmu Zámek v oblacích (2004).
V roce 1999 se opět objevila na Broadway při znovuuvedení hry Nöela Cowarda Waiting in the Wings a mezi její další komerční počiny po roce 2000, se zařadilo vystoupení v reklamě pro řetězec s levným zbožím Tuesday Morning a produkce řady šperků od Weinman Brothers. Stala se také byla celebritou propagující značku instantní kávy High Point coffee a značku Fancy Feast, která vyrábí výběrové krmivo pro kočky.
V březnu 2006 také uváděla 78. ročník udílení Oscarů a zahrála si sebe sama v malé roli v seriálu Rodina Sopránů v epizodě Luxury Lounge.  V září téhož roku ji ocenila univerzita Bryn Mawr College v Pensylvánii medailí Katherine Hepburnové, kterou uděluje „ženám, jejichž práce a přínosy zosobňují inteligenci, zápal a nezávislost”.
V červenci 2007 promluvila na pohřbu historika a spisovatele Arthura M. Schlesingera, Jr. v Reform Club v Londýně a v roce 2009 si zahrála v dalším filmu The Forger.  Dne 14. listopadu 2009 získala čestného Oskara.
V červenci 2013 Bacall projevila zájem o film Trouble Is My Business. a v listopadu se přidala k anglickému obsazení pro dabbing animovaného filmu Studia Canal O myšce a medvědovi. Jejím posledním počinem byla v roce 2014 hlasová role v animovaném seriálu Griffinovi v epizodě „Mom's the Word”.

## Soukromý život

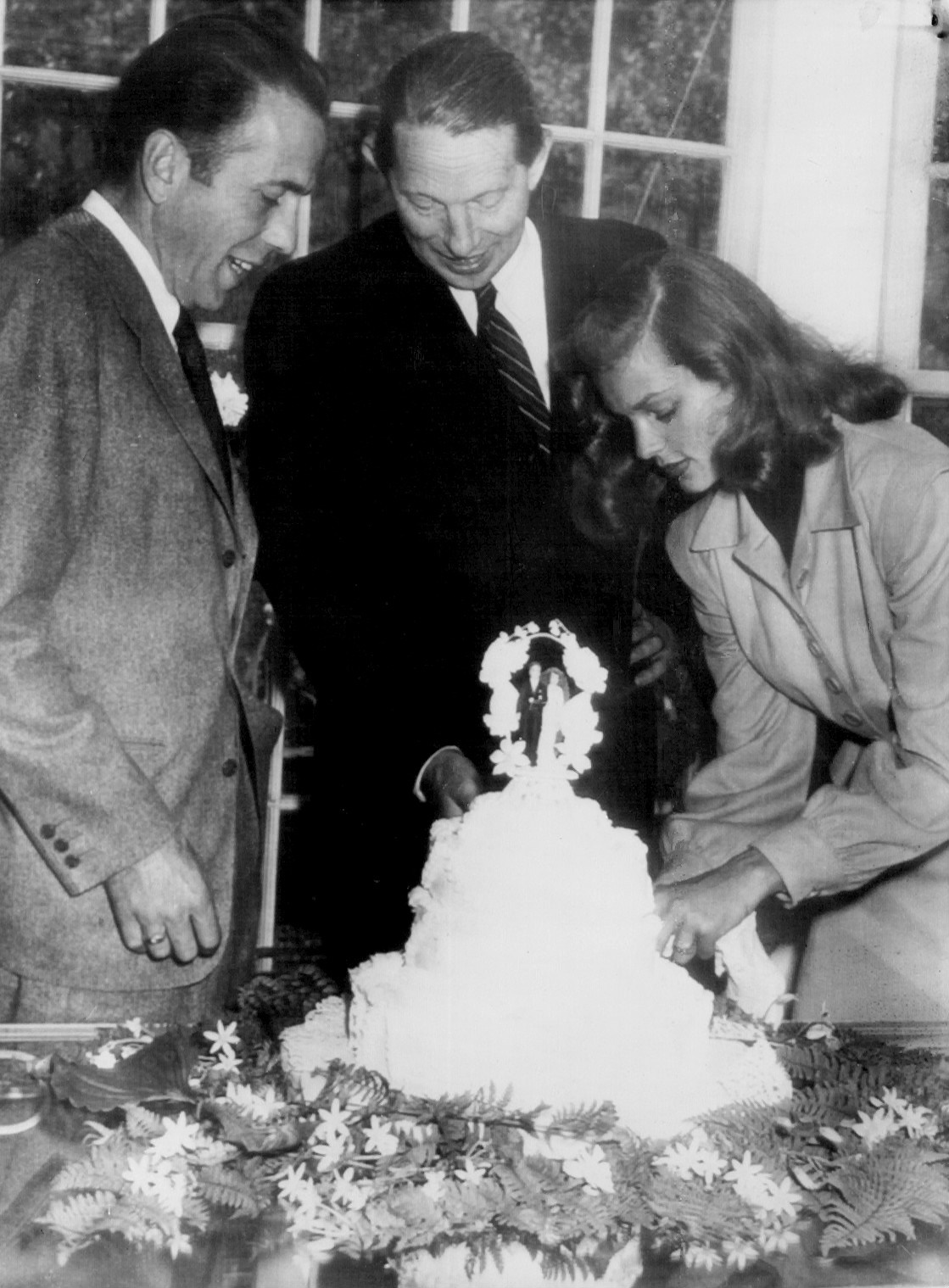
Svědek Louis Bromfield (uprostřed) na svatbě Humhreyho Bogarta a Lauren Bacall na farmě Malabar (21. března 1945)

### Vztahy a rodina
Dne 21. března 1945 si vzala Humphreyho Bogarta. Svatba a líbánky se konaly na farmě Malabar v Lucas v Ohiu, což byl venkovský dům Luise Bromfielda, držitele Pulitzerovy ceny a Bogartova blízkého přítele. Manželství trvalo 12 let až do jeho smrti v roce 1957.
Během natáčení filmu Africká královna (1951) se Bogart a Lauren spřátelili s Katherine Hepburnovou a Spencerem Tracym. Lauren se poté začala stýkat i s nehereckými kruhy a spřátelila se s historikem Arthurem Schlesingerem Jr. a novinářem Alistairem Cookem. V roce 1952 vystoupila s proslovem na podporu kampaně demokratického prezidentského kandidáta Adlaie Stevensona. Spolu s dalšími významnými hvězdami Hollywoodu byla silně proti mccarthismu.

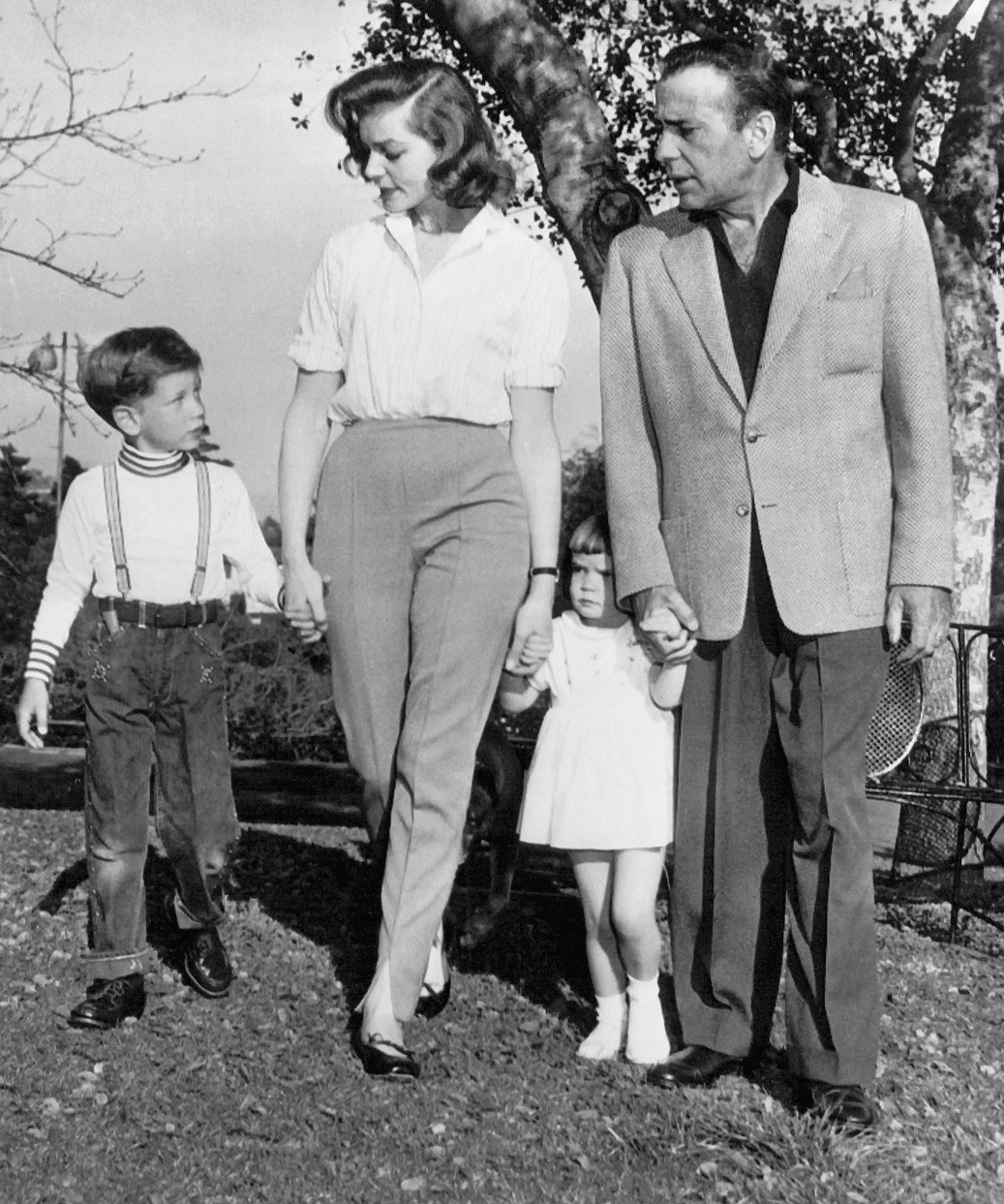
Bogart, Bacall a jejich děti Steven a Leslie (1956)

Po Bogartově smrti měla romantický vztah s Frankem Sinatrou a během interview s Robertem Osbornem z Turner Classic Movie, uvedla že to byla ona, kdo jejich vztah ukončil. V pozdější autobiografii Lauren Bacall by Myself  však napsala, že Sinatra jejich vztah náhle ukončil, poté co ho rozčílilo, že se o jeho žádosti o ruku dozvěděl tisk, z čehož obvinil Lauren. Ta uvádí, že tuto informaci odhalil její přítel Irving „Swiftty” Lazar, když společně narazili na bulvární novinářku Louellu Parsons. Sinatra to měl zjistit až po letech.
Nedlouho poté se setkala a začala chodit hercem s Jasonem Robardsem. Svatba se měla konat ve Vídni 16. července 1961, ovšem plány se musely být odloženy poté, co rakouské úřady odmítly páru poskytnout oddací list. Odmítnuti byli i v Las Vegas, takže byl pár nakonec oddán 4. července 1961 v Ensenada v Mexiku. Rozvedli se v roce 1969. V autobiografii Lauren uvádí, že se s Robardsem rozvedla hlavně kvůli jeho alkoholismu.
Lauren měla tři děti; dvě s Bogartem a jedno s Robardsem. Syn Stephen Humphrey Bogart (* 6. ledna 1949) producent televizních zpráv, tvůrce dokumentárních filmů a spisovatel, dostal jméno podle postavy Bogarta z filmu Mít a nemít a Dcera Leslie Howard Bogartová (* 23. srpen 1952) je pojmenována podle herce Leslieho Howarda. 
Lauren napsala dvě autobiografie, Lauren Bacall by Myself (1978) a Now (1994). V roce 2006 bylo vydání Lauren Bacall by Myself znovu vydáno pod názvem By Myself and Then Some, s extra kapitolou navíc.

V rozhovoru z roku 1966, Bacall přemítala o svém životě a tazateli Jeremymu Isaacsovi sdělila:
„Měla jsem jedno skvělé manželství, mám tři skvělé děti a čtyři vnoučata. Jsem stále naživu. Stále mohu fungovat. Stále mohu pracovat… Prostě se naučíte vyrovnávat s čímkoli s čím se vyrovnat musíte. Své dětství jsem strávila v New Yorku, ježděním metrem a autobusy. A víte, co se naučíte jako Newyorčan? Že vám svět vůbec nic nedluží.”

### Politické názory
Lauren byla celý život věrnou liberální demokratkou a při několika příležitostech své politické názory veřejně sdělovala. Lauren s Bogartem také patřila mezi zhruba 80 hollywoodských osobnost, které zaslali telegram na protest proti vyšetřování Výboru neamerických aktivit, který vyšetřoval Američany podezírané z příklonu ke komunismu. V telegramu bylo sděleno, že vyšetřování politického přesvědčení těchto osob je proti principům americké demokracie. V říjnu 1947 odjeli spolu s dalšími hollywoodskými hvězdami do Washingtonu, D.C. jako skupina jménem Výbor pro první dodatek. Ve skupině byli rovněž Danny Kaye, John Garfield, Gene Kelly, John Huston, Ira Gershwin a Jane Wyatt. Kvůli tomu se Lauren i Bogart ocitli na černé listině, od které se však distancovali výrokem  „Jsme pro komunismus stejně asi jako J. Edgar Hoover.”
Lauren podporovala v kampani demokratického kandidáta Adlaie Stevensona v prezidentských volbách v roce 1952, a dokonce ho společně s Bogartem doprovázeli v závěrečném kole v New Yorku i v Chicagu. Také podporovala kampaň Roberta F. Kennedyho, když v roce 1964 kandidoval do senátu.
V roce 2005 v rozhovoru s Larry Kingem se Bacall označila za „antirepublikánku” a Dodala, že „být liberálem je tím nejlepším čím na Zemi můžete být. Jako liberál vítáte každého. Nemáte omezený rozhled.”

## Smrt
Zemřela 12. srpna 2014, měsíc před 90. narozeninami v jejím dlouhodobě obývaném bytě v domě The Dakota na Upper West Side poblíž Central Parku na Manhattanu. Podle jejího vnuka Jamieho Bogarta, zemřela v důsledku masivní mozkové mrtvice. Za mrtvou byla prohlášena v newyorské presbyteriánské nemocnici.
Její majetek byl odhadován na 26,6 milionů dolarů a většina byla rozdělena mezi tři děti – Leslie Bogartové, Stephena Humphreyho Bogarta a Sama Robardse. Kromě toho Bacall zanechala 250 tisíc dolarů svým nejmladším vnukům na studium.

## V populární kultuře

### Film
- Televizní film Bogie (1980) Vincenta Shermana je založený na knize Joeho Hyamse a vypráví příběh jak se v roce 1943 během natáčení filmu Mít a nemít seznámil Bogart s Lauren, což vedlo až ke konci Bogartova manželství s herečkou Mayo Methotovou. Lauren Bacallovou ve filmu zpodobnila herečka Kathryn Harrold, Humphreyho Bogarta hraje Kevin O'Connor a Mayo Methotovou hraje Ann Wedgeworth.[68]

### Televize
- Lauren se objevila v šesté řadě seriálu Rodina Sopránů v sedmé epizodě „Luxury Lounge”, kde zahrála sama sebe.

### Animovaný film
- Lauren a Bogart byli parodováni v krátkých filmech Merrie Melodies studia Warner Brothers s názvy Bacall to Amrs (1946) a Slick Hare (1947).[69]

### Hudba
- Lauren a Bogart jsou zmíněni ve skladbě Bertie Higins „Key Largo” (1981).[70]
- Lauren je zmíněna ve skladbě The Slash s názvem „Car Jamming” (1982)[70]
- Lauren a Bogart jsou zmíněni ve skladbě Suzanne Vegy s názvem „Freeze Tag”. (1985)[70]
- Lauren je zmíněna v Madonnině skladbě „Vogue” z roku 1990. Je také poslední zemřelá z celebrit zmíněných v textu.[70]
- O Lauren pojednává i skladba „Just Like Lauren Bacall” z roku 2008, kterou napsal Kevin Roth.[70]

### Knihy
- Lauren a její byt na Manhattanu jsou uvedeny v The Dakota Scrapbook (2014). Jedná se o fotograficko-reportážní svazek o historii budovy Dakota v New Yorku a o jejich slavných obyvatelích v průběhu let.[71]
- V novele Forgive Me, Leonard Peacock, je postava jménem Lauren, která je Lauren Bacallové velice podobná. [72]
- Kathrine Hepburnová o natáčení filmu Africká královna vydala knihu The Making of the African Queen: Or, How I Went to Africa with Bogart, Bacall and Huston and Almost Lost My Mind (v překladu: Natáčení Africké královny: Aneb, jak jsem jela do Afriky a s Bogartem, Bacallovou a Hustonem téměř přišla o rozum)

### Zajímavosti
- Lauren byla také příbuzná s Šimonem Peresem, osmým premiérem a devátým prezidentem Izraele.[73][74][75] Peres o tom však dlouho neměl ani tušení.

- Město Laura na ostrově Majuro na Marshallových ostrovech je jedno z několika ostrovních městeček s kódovým označením, které američtí vojáci za 2. světové války pojmenovali podle oblíbených hereček.[76]
- Její jméno nese od roku 2014 planetka hlavního pásu (5107) Laurenbacall.
- Po Bogartovi a Bacallové byla pojmenována porucha hlasu Bogart-Bacall syndrom (BBS), způsobená přílišným namáháním hlasivek.[77]

## Knihy
- By Myself (1978)
- Now (1994)
- By Myself and Then Some (2005)

## Filmografie (kompletní)

Lauren Bacallová (vpravo) s Marylin Monroe a Betty Grableovou ve filmu Jak si vzít milionáře (1953)

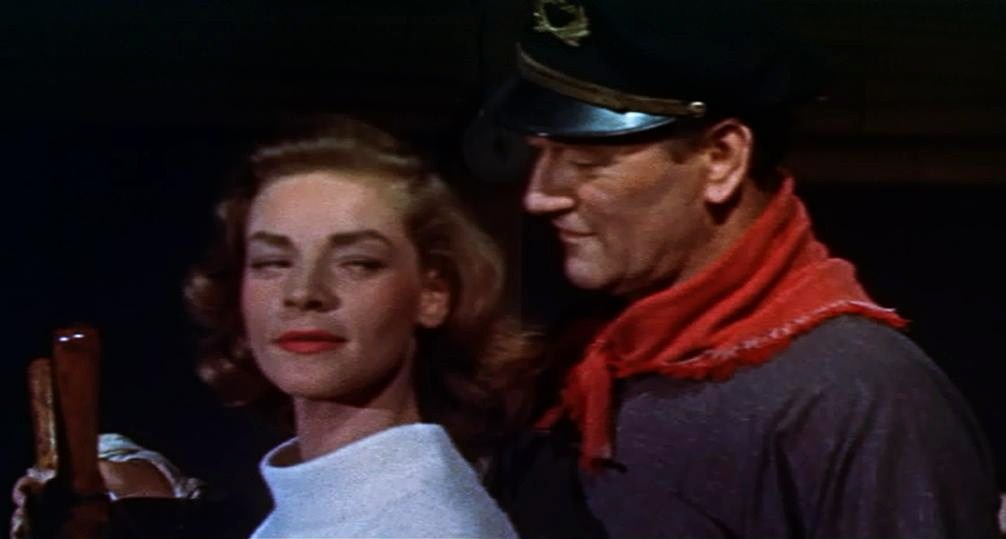
Lauren Bacallová s Johnem Waynem ve filmu Krvavá cesta (1955)

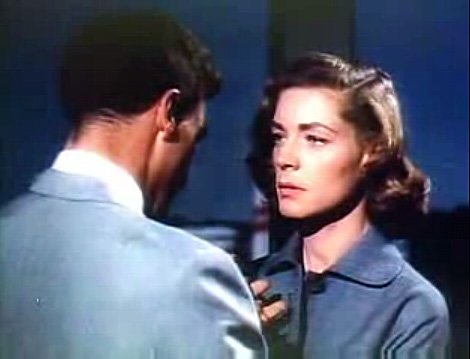
Lauren Bacallová ve filmu Psané ve větru (1956)

### Filmy
- 1944 Mít a nemít (režie Howard Hawks)
- 1945 Confidential Agent (režie Herman Shumlin)
- 1946 Two Guys from Milwaukee (režie David Butler)
- 1946 Hluboký spánek (režie Howard Hawks)
- 1947 Temná pasáž (režie Delmer Daves)
- 1948 Key Largo (režie John Huston)
- 1950 Mladík s trumpetou (režie Michael Curtiz)
- 1950 Bright Leaf (režie Michael Curtiz)
- 1953 Jak si vzít milionáře (režie Jean Negulesco)
- 1954 Woman's World (režie Jean Negulesco)
- 1955 The Cobweb (režie Vincente Minnelli)
- 1955 Krvavá cesta (režie John Wayne a William A. Wellman)
- 1956 Psané ve větru (režie Douglas Sirk)
- 1957 Módní návrhářka (režie Vincente Minnelli)
- 1958 The Gift of Love (režie Jean Negulesco)
- 1959 Severozápadní hranice (režie J. Lee Thompson)
- 1964 Shock Treatment (režie Denis Sanders)
- 1964 Sex and the Single Girl (režie Richard Quine)
- 1966 Harper (režie Jack Smight)
- 1974 Vražda v Orient expresu (režie Sidney Lumet)
- 1976 Střelec (režie Don Siegel)
- 1980 Zdraví (režie Robert Altman)
- 1981 Ctitel (režie Ed Bianchi)
- 1988 Schůzka se smrtí (režie Michael Winner)
- 1988 Pan North (režie Danny Huston)
- 1989 Tree of Hands (režie Giles Foster)
- 1990 Misery nechce zemřít (režie Rob Reiner)
- 1991 Šťastné a veselé (režie Robert Lieberman)
- 1991 A Star for Two (režie Jim Kaufman)
- 1993 Jednou se sejdeme (režie Charles Sturridge)
- 1994 Prêt-à-Porter (režie Robert Altman a Esteve Duran)
- 1996 Dvě tváře lásky (režie Barbra Streisand)
- 1996 Mí drazí Američané (režie Peter Segal)
- 1997 Le jour et la nuit (režie Bernard-Henri Lévy)
- 1999 Madeline: Lost in Paris (režie Stan Phillips)
- 1999 Honba za diamanty (režie John Asher)
- 1999 El celo (režie Antoni Aloy)
- 1999 The Venice Project (režie Robert Dornhelm)
- 2003 Dogville (režie Lars von Trier)
- 2004 Zrození (režie Jonathan Glazer)
- 2004 The Limit (režie Lewin Webb)
- 2005 Manderlay (režie Lars von Trier)
- 2006 Ve stínu matky (režie Julia Taylor-Stanley)
- 2007 Jako vzteklí psi (režie Paul Schrader)
- 2008 Scooby-Doo a král skřítků (režie Joe Sichta)
- 2010 Wide Blue Yonder (režie Robert Young)
- 2012 O myšce a medvědovi (režie Stéphane Aubier, Vincent Patar a Benjamin Renner)
- 2012 The Forger (režie Lawrence Roeck)

### TV filmy
- 1956 Blithe Spirit (režie Noël Coward a Frederick De Cordova)
- 1973 Applause (režie Bill Foster)
- 1978 Dokonalí gentlemani (režie Jackie Cooper)
- 1982 The Wayne Newton Special (režie Hal Tulchin)
- 1989 Večeře o osmé (režie Ron Lagomarsino)
- 1990 A Little Piece of Sunshine (režie Frederick Forsyth)
- 1993 The Parallax Garden (režie Phil Gries a David Trainer)
- 1995 Tajemný anděl paní Frankweilerové (režie Marcus Cole)
- 1999 Prokleté dědictví (režie John Erman)
- 2008 Empire State Building Murders (režie William Karel)

### Seriály
- 1955 Producers' Showcase (1 epizoda), (režie Henry Salomon)
- 1956 Ford Star Jubilee (1 epizoda), (režie Frederick De Cordova)
- 1963 The DuPont Show of the Week (1 epizoda), (režie Gerald Freedman)
- 1963 Dr. Kildare (1 epizoda), (režie Corey Allen)
- 1964 Mr. Broadway (2 epizody), (režie Alex March)
- 1965 Bob Hope Presents the Chrysler Theatre (1 epizoda), (režie Tom Gries)
- 1979 The Rockford Files (1 epizoda), (režie Joseph Pevney)
- 1993 Screen One (1 epizoda), (režie Richard Loncraine)
- 1993 Great Performances (1 epizoda), (režie Julie Taymor)
- 1998 Nemocnice Chicago Hope (2 epizody), (režie Frank De Palma)
- 2006 Rodina Sopránů (1 epizoda), (režie Danny Leiner)
- 2014 Griffinovi (1 epizoda), (režie James Purdum)